# Elliot Levey
Elliot Levey (Bradford, 6 dicembre 1973) è un attore britannico.

## Biografia
Dopo la laurea in filosofia all'Università di Oxford, Elliot Levey ha cominciato a recitare a teatro. In campo televisivo è noto soprattutto per il ruolo di Francesco de' Pazzi nella serie televisiva Da Vinci's Demons e quello di Michael in Holby City. Prolifico attore teatrale, ha recitato in numerose opere di Shakespeare al National Theatre, tra cui Enrico IV parte I e Tutto è bene quel che finisce bene.
Ha recitato in numerosi classici alla Donmar Warehouse, tra cui Coriolano con Tom Hiddleston (2013) e Santa Giovanna con Gemma Arterton (2016). Levey è inoltre un frequente collaboratore dell'Almeida Theatre, per cui ha recitato in numerosi classici tra cui Maria Stuart (2018) e Le tre sorelle (2019). Nel 2021 ha recitato in Cabaret al Playhouse Theatre con Eddie Redmayne e per la sua interpretazione nel ruolo di Herr Schultz ha ottenuto il Laurence Olivier Award al miglior attore non protagonista in un musical. Nel 2023 è stato candidato al Premio Laurence Olivier al miglior attore non protagonista per Don Juan in Soho, vincendo il premio due anni più tardi per Giant.

## Filmografia (parziale)

### Cinema
- The Queen - La regina (The Queen), regia di Stephen Frears (2006)
- Sacro e profano (Filth and Wisdom), regia di Madonna (2008)
- Philomena, regia di Stephen Frears (2013)
- Spooks - Il bene supremo (Spooks: The Greater Good), regia di Bharat Nalluri (2015)
- The Lady in the Van, regia di Nicholas Hytner (2015)
- Florence (Florence Foster Jenkins), regia di Stephen Frears (2016)
- La verità negata (Denial), regia di Mick Jackson (2016)
- Fallen, regia di Scott Hicks (2016)
- Assassinio sull'Orient Express (Murder on the Orient Express), regia di Kenneth Branagh (2017)

### Televisione
- Lovejoy – serie TV, 1 episodio (1994)
- Jesus – serie TV, 1 episodio (1999)
- Giasone e gli Argonauti (Jason and the Argonauts) – serie TV, 2 episodi (2000)
- Doctors – soap opera, 1 puntata (2003)
- EastEnders – serie TV, 2 episodi (2006)
- Robin Hood – serie TV, 1 episodio (2009)
- Casualty – serie TV, 1 episodio (2011)
- Da Vinci's Demons – serie TV, 8 episodi (2013-2014)
- Testimoni silenziosi (Silent Witness) – serie TV, 4 episodi (2014-2018)
- New Tricks - Nuove tracce per vecchie volpi (New Tricks) – serie TV, 1 episodio (2014)
- Bambini nel tempo (The Child in Time), regia di Julian Farino – film TV (2017)
- Black Earth Rising – serie TV, 1 episodio (2018)
- Peaky Blinders – serie TV, 1 episodio (2019)
- Quiz – serie TV, 3 episodi (2020)
- Truth Seekers – serie TV, 1 episodio (2020)
- Holby City – serie TV, 10 episodi (2020-2021)
- Il giovane ispettore Morse (Endeavour) – serie TV, episodio 8x01 (2021)

## Doppiatori italiani
- Roberto Gammino in Philomena
- Vittorio Guerrieri in Fallen, Sacro e profano